# Arvid Andersson
Arvid Andersson (19. maj 1919 i Västerrottna i Värmland – 20. september 2011 i Kristinehamn) var en svensk vægtløfter og verdensmester.
Andersson, også kaldet "stærke Arvid", blev verdensmester i Paris den 18. oktober 1948. Han løftede i vægtklassen fjervægt (60 kg) og vandt med bare 2½ kg margin. Vinderresultatet blev 320 kg sammenlagt efter 90 kg i pres, 100 kg i ryk og 130 i stød. Under Sommer-OL i London samme år opnåede han en 13. plads. Andersson vandt 10 svenske mesterskaber, 6 nordiske mesterskaber og en VM-bronze udover VM-guldet.
I 1948 blev Andersson tildelt Svenska Dagbladets gullmedalje for sin præstation under VM, og er dermed (per 2006) den eneste vægtløfter som har modtaget denne pris.
Arvid Andersson var brandmand af profession og boede i Kristinehamn det meste af sit liv.